# Houghia setipennis
Houghia setipennis är en tvåvingeart som beskrevs av Daniel William Coquillett 1897. Houghia setipennis ingår i släktet Houghia och familjen parasitflugor. Inga underarter finns listade i Catalogue of Life.